# Eumelea isozyges
Eumelea isozyges là một loài bướm đêm trong họ Geometridae.